# 보디다르마

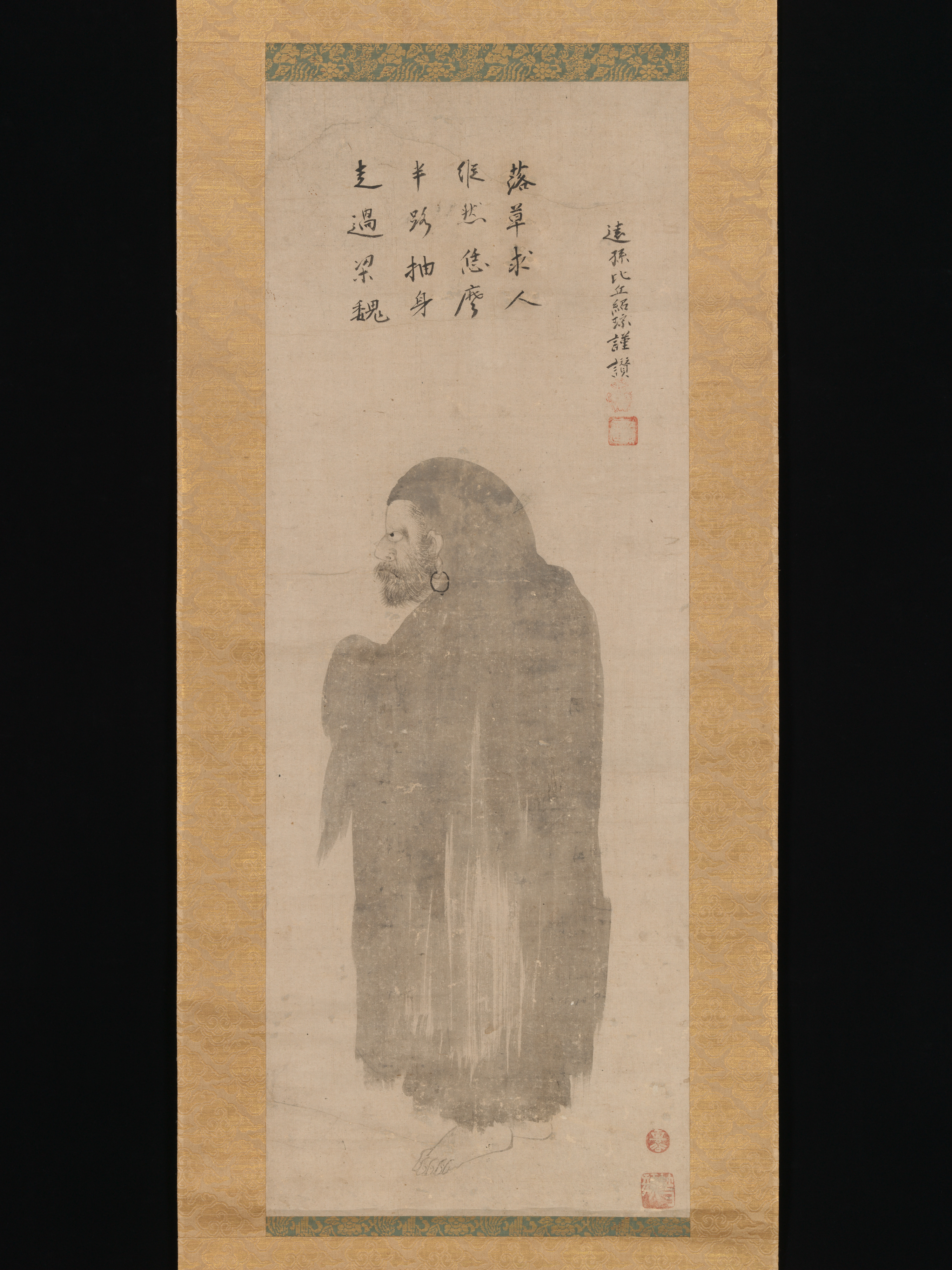
미국 뉴욕 메트로폴리탄 미술관 소장 달마도. 16세기 후반 ~ 17세기 초반 일본.

보디다르마(타밀어: போதிதர்மன் 포디타루만, 산스크리트어: बोधिधर्म, 생몰년 미상) 또는 보리달마(菩提達磨, 중국어 정체자: 菩提達摩, 병음: Pútídámó), 달마(중국어 정체자: 達摩, 병음: Dámó)는 남인도 출신의 타밀인 승려로, 선종의 창시자인 동시에 초대 조사이자 인도 불교의 제28대 조사이다. 남인도의 팔라바국 왕자로 태어나 왕족의 허울을 벗어던져버리고 북위의 불제자로 귀화하였으며, 160세까지 살았다는 전설이 있으나 자세한 생몰년은 기록이 없다. 무예를 한 승려라는 전설도 있다.
중국 선종 1대조이기도 하며, 제자인 혜가에게 법을 전해 혜가는 2대 조사가 되었다.

## 전설에 나오는 생애
천축향지국 왕의 셋째 아들로 남인도 팔라바국(타밀어: பல்லவர்)에서 태어났다. 470년 무렵 남중국에 와서 선종을 포교했다. 반야다라에게서 배우고 40년간 수도했다. 불심 깊던 양 무제와 선문답을 주고 받았다는 전설이 있다. 520년 전후에 북위의 도읍 뤄양에 갔다가 그 후 허난성 숭산 소림사에서 좌선수행(坐禪修行)에 정진하고, 그 선법(禪法)을 혜가 등에게 전수하였다. 달마의 전기에는 분명치 않은 점이 많다.
오늘날 우리가 익히 아는 염화미소나 보리달마를 다룬 여러 이야기는 후대에 첨삭된 것으로 보여진다. 염화미소 전설과 서역 28조의 전법설(傳法說)은 인도의 어떤 문헌에도 기록이 없고 중국 대륙 선종 초기 문헌에도 기록이 없다. 보리달마도 남북조시대에 서역에서 온 보리달마라는 이름의 중을 다룬 기록이 있지만, 그 사람은 낙양의 아름다운 불탑을 보고 경탄해마지않는 매우 경건한 중이거나 불경인 『릉가경(楞伽經)』 중에서 무척 까다로운 경전에 통달하고 논리에 맞고 체계 있는 수련법이라고 주장하는 이입사행(二入四行)을 강조한 승려로서 선종 조사인 보리달마와는 그 성격이나 행적이 판이하다.
당송 시대 선종의 발전과 더불어 보리달마의 전기가 추가되고 여러 가지 허구를 이용한 전설이 보완되어 선종의 제1대 조사로서 달마상(達磨像)이 사실(史實)과 무관하게 허구로서 확립되었다. 양 무제와의 선문답을 다룬 이야기, 혜가가 눈 속에서 팔을 자르고 법을 전수받았다는 이야기, 서역에서 서방으로 돌아가는 보리달마를 만났다다는 이야기 등이 그것이다.
그가 좌선 수행 중에 졸음이 몰려와서 자신의 눈꺼풀을 떼어 던져버렸더니 그 자리에서 최초의 차 나무가 자라났다는 전설도 있다.
그러나 보리달마는 『사권릉가경(四卷楞伽經)』을 중시하고 이입(二入)·4행(四行)을 교시하고, 북위 말기 귀족성을 띤 가람불교와 수행한 체험을 도외시한 강설불교(講說佛敎)를 날카로운 비판한 일, 중생의 동일진성(同一眞性)을 믿고 선을 실천하고 수행하는 노력 등은 사실로 인정된다. 제자에는 혜가·도육·승부·담림 등이 있다.

## 역사상 사실
대한민국의 국적을 가진 사람들에게 널리 알려진, 달마를 다룬 여러 내용은 불교에서 지대하게 영향받아 중국에서 발흥한 종교인 선종이 중국에서 대단히 번성하자 종교상 권위의 원천인, 함부로 가까이할 수 없을 만큼 거룩하고 고결한 분위기와 심상을 연출하려고 후대에 꾸며진 이야기이므로 믿어서 근거나 증거로 삼을 수 있는 정도나 성질은 전혀 없다.
서역 이십팔조 傳法說이나 염화미소를 비롯한 전설은 인도의 어떤 문헌에서도 기록이 전무하고 중국 선종의 초기 문헌에서도 전혀 보이지 않듯이 달마도 마찬가지다. 보리달마라는 이름이 최초로 등장하는 문헌인, 5세기 東魏의 楊衒之가 쓴 『洛陽伽藍記』를 보면 남북조시대 때 서역에서 온 보리달마라는 이름의 승려를 다룬 기록이 있다.
"西域에서 온 보리달마라는 沙門이 있다. 페르시아 태생의 胡人이다. 멀리 변경 지역에서 중국에 막 도착하여 탑의 金盤이 햇빛을 받아 빛나고 光明이 구름을 뚫고 쏟아지며, 寶鐸이 바람에 울려 허공에 메아리치는 情景을 보면서 그자는 聖歌를 읊조려 찬탄하고 신의 조화가 분명하다고 칭송했다. 일백오십 세인 그자는 많은 나라를 돌아다녀 가보지 않은 곳이 없지만, 이토록 훌륭한 사찰은 이 지상에서 존재하지 않고 佛國을 찾아도 이만한 곳은 아닐 듯하다고 말한 뒤 '南無南無'(namunamu ; 歸依)를 부르면서 며칠이나 계속하여 合掌했다."
하지만, 이 기록 내용에서의 보리달마는 洛陽의 아름다운 불탑을 보고 敬歎해마지않는 매우 敬虔한 승려이거나 불경인 『楞伽經』 중에 매끄럽지 못하면서 어렵고 무척 까다로운 四卷本『楞伽經』에 통달하고 二入四行이라는, 논리에 부합하고 체계 있는 수련법을 강조한 승려로서 선종의 보리달마와는 그 성격이나 행적이 아주 다르다.
근 90%가 11세기 이후에 작성되거나 인쇄된 방대한 둔황문헌 중에 보이는 몇몇 기록에서의 보리달마도 인도 불교에 지대히 영향받아 중국에서 발흥한 종교인 선종에서 추존하는 보리달마와는 사상과 수행하는 방법과 이론·논리 구조가 전혀 다르다.
보리달마가 소림사 일대인 허난성 송루어에 머문 문헌상 시점은 북위 시대 초 孝文帝 즉위 10년인 486년에서 孝文帝 즉위 19년인 495년이지만 당시 허난성 송루어에는 소림사라는 사찰은 있지도 않았으므로 보리달마는 소림사와는 아무런 관계가 없듯이 보리달마를 다룬 이야기는 후대 선종이 득세하면서 보리달마를, 선종을 상징하는 인재로 追尊하고자 꾸며낸 여러 가지 전설 중의 하나에 불과하다.

## 게송
내 본시 당나라에 와서
부처님 가르침을 전하여 미혹한 중생을 구하노니
한 꽃에 다섯 잎이 열리어
그 결과가 자연히 이루어지리라.

한 꽃이 6조 혜능이고, 다섯 잎이 선종오가인 위앙종 · 임제종 · 조동종 · 운문종 · 법안종을 뜻한다는 설이 있다.

## 같이 보기
- 석가모니
- 파사국
- 소림사
- 선종

## 주해
1. ↑  二入四行은 득도하는 근본이 되는 방법을 理入과 行入으로 양분하고 行入을 四分한 수행법 일종으로서 그 내용은 一、 理入: 불경에 의거하여 불타의 근본이 되는 의미를 깨달음。 二、行入: 불타의 근본 뜻을 깨달으려는 수행으로서 이 行入을 四行으로 四分(一、報怨行: 수행하는 사람이 고통당할 때는 過報라고 판단해 다른 사람을 못마땅하게 여기어 탓하거나 불평하면서 미워하지 않는 방법。 一、隨緣行: 인연 따라 일어나고 사라져 없어지는 苦樂에 알맞은 상태로 변하는 방법. 一、無所求行: 밖에서 구하고 대상에 마음이 늘 쏠려 잊지 못하여 매달리지 말고 空을 깨달아 자신이 좋아하는 대상을 갖고 싶거나 구하고 싶은 마음과 대상에 마음이 늘 기울어져 잊지 못하고 매달리는 마음을 버리는 방법。 一、稱法行: 자신의 품격과 성질은 본디 맑고 깨끗하다는 空이 처한 형편에서 空을 실행하기에 꼭 알맞은 布施와 忍辱과 持戒와 精進과 禪定과 智慧를 연수하는 방법)。
2. ↑  
敦煌文獻. 莫高窟을 위시한 둔황 일원 석굴 유적에서 발견된 고대 한문 · 산스크리트어 · 위구르어 · 소그드어 · 구자어 · 호탄어 · 티베트어 · 몽골어, 히브리어로 쓰인 문헌 대부분은 사본이지만, 『金剛經』처럼 일부는 인쇄본도 있기에 『둔황사본』이라는 통칭은 부당하고 문서는 다분히 사료나 서적과 구별되는 서류라는 뜻으로 사용되므로 둔황 석굴 유적에서 나온 典籍 다량은 포괄할 수가 없어 이것도 지양해야 해서 문서나 사본 전반을 갈무리해 학술 연구에서 典據나 참고가 될 만한 자료인, 3%에서 4%만이 연대가 표기된 둔황문헌은 4세기 후반에서 11세기 전반으로 추정되는 중 80%에서 90%는 9세기 이후에 작성됐다. 둔황문헌 내용은 다종다양하지만, 불교 문헌이 압도해서 거의 90%를 차지한다. 한문과 티베트 문자로 쓰인 불교 문헌에서도 불경 사본이 가장 많다. 『金剛般若波羅密經』 사본이 1000여 점에 달하듯이 같은 경전이 숱하게 중복된다.
불경 다음으로는 도교 문헌이 많고 유교 문헌도 1% 이상 있다. 史籍으로는 『史記』, 『漢書』 『文選』, 『甘棠集』, 『往五天竺國傳』을 위시해 다수한 필사본 殘簡이 끼어 있다. 둔황문헌에서는 문서가 각별히 주목을 끈다.
고문서 전통이 거의 없는 중국으로서는 소중히 간수해야 할 문헌이다. 사원 승려 명부, 재산 등록부, 收支 장부, 戒牒[징계장] 등 사원 관련 문서가 1000여 점이나 되어 당시 불교 사원의 일상을 엿볼 수 있다. 일반 주민과 관련된 문서로는 호적, 役務 臺帳, 물자 징수 장부, 매매ㆍ대여, 고용상 계약서, 가산 분할이나 양자와 이혼, 노예해방 같은 일상에 관한 證書가 있다. ※출처: 정수일 선생, 『실크로드 사전』, 창비, 2013. 10.31.

## 참고 자료
- 이 문서에는 다음커뮤니케이션(현 카카오)에서 GFDL 또는 CC-SA 라이선스로 배포한 글로벌 세계대백과사전의 내용을 기초로 작성된 글이 포함되어 있습니다.